# Elecciones generales de los Países Bajos de 2006
Las elecciones generales de los Países Bajos de 2006 se celebraron el miércoles 22 de noviembre de 2006 para renovar los 150 escaños de la Segunda Cámara de los Estados Generales.

## Resultados
| Partido          | Partido                                               | Sufragios | Sufragios | Sufragios | Escaños   | Escaños |
| Partido          | Partido                                               | Votos     | %         | +/-       | Diputados | +/-     |
| ---------------- | ----------------------------------------------------- | --------- | --------- | --------- | --------- | ------- |
|                  | Llamada Demócrata Cristiana (CDA)                     | 2.608.573 | 26,51     | -2,11     | 41        | -3      |
|                  | Partido del Trabajo (PvdA)                            | 2.085.077 | 21,19     | -6,06     | 33        | -9      |
|                  | Partido Socialista (SP)                               | 1.630.803 | 16,58     | +10,26    | 25        | +16     |
|                  | Partido Popular por la Libertad y la Democracia (VVD) | 1.443.312 | 14,67     | -3,24     | 22        | -6      |
|                  | Partido por la Libertad (PVV)                         | 579.490   | 5,89      | +5,89     | 9         | +9      |
|                  | Izquierda Verde (GL)                                  | 453.054   | 4,60      | -0,53     | 7         | -1      |
|                  | Unión Cristiana (CU)                                  | 390.969   | 3,97      | +1,85     | 6         | +3      |
|                  | Demócratas 66 (D66)                                   | 193.232   | 1,96      | -2,11     | 3         | -3      |
|                  | Partido por los Animales (PvdD)                       | 179.988   | 1,83      | +1,33     | 2         | +2      |
|                  | Partido Político Reformado (SGP)                      | 153.266   | 1,56      | +0,00     | 2         | 0       |
|                  | Otros                                                 | 100 919   | 1,0       | –         | –         | –       |
| Total            | Total                                                 | 9.838.683 | 100       | –         | 150       | –       |
| Fuente: Kiesraad |                                                       |           |           |           |           |         |

- Datos: Q1420191
- Multimedia: Dutch general elections 2006 / Q1420191